# (11945) Amsterdam
(11945) Amsterdam ist ein Asteroid des Hauptgürtels, der nach der niederländischen Hauptstadt Amsterdam benannt wurde. Er wurde am 15. August 1993 vom belgischen Astronomen Eric Walter Elst in Caussols entdeckt.
Mit einer großen Halbachse von etwa 3 AE und einer Inklination von gut 10° gehört der Asteroid zur Eos-Familie.